# Industrielleneingabe

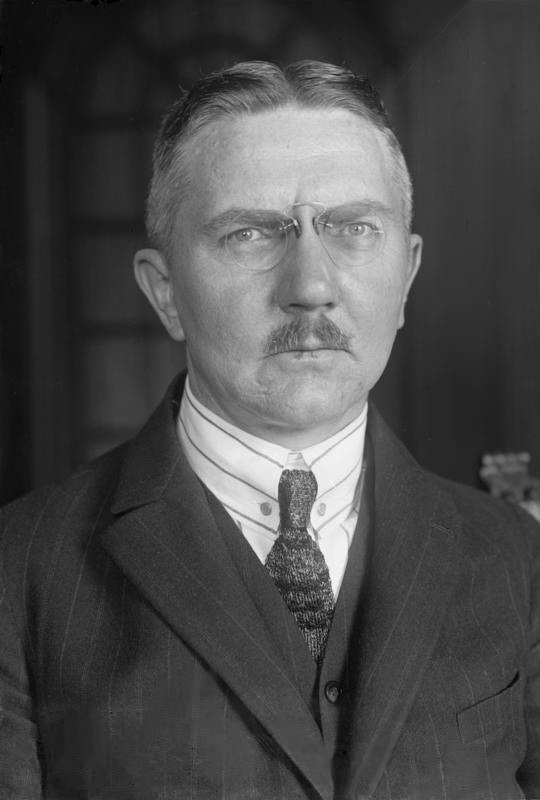
Der Verfasser der Eingabe: Hjalmar Schacht (Aufnahme aus dem Jahr 1931)

Die Industrielleneingabe war ein von neunzehn oder zwanzig Vertretern der Industrie, der Finanzwirtschaft und der Landwirtschaft unterzeichneter Brief, der am 19. November 1932 an den Reichspräsidenten Paul von Hindenburg gerichtet wurde mit der Aufforderung, Adolf Hitler zum Reichskanzler zu ernennen. Der Reichspräsident kam dieser Aufforderung nicht unverzüglich nach, sondern berief am 2. Dezember 1932 zunächst Kurt von Schleicher zum Reichskanzler. Die Industrielleneingabe wurde erstmals 1956 in der Zeitschrift für Geschichtswissenschaft veröffentlicht und galt lange als Beweis dafür, dass die Großindustrie beim Aufstieg der NSDAP zur Macht eine zentrale Rolle gespielt habe.

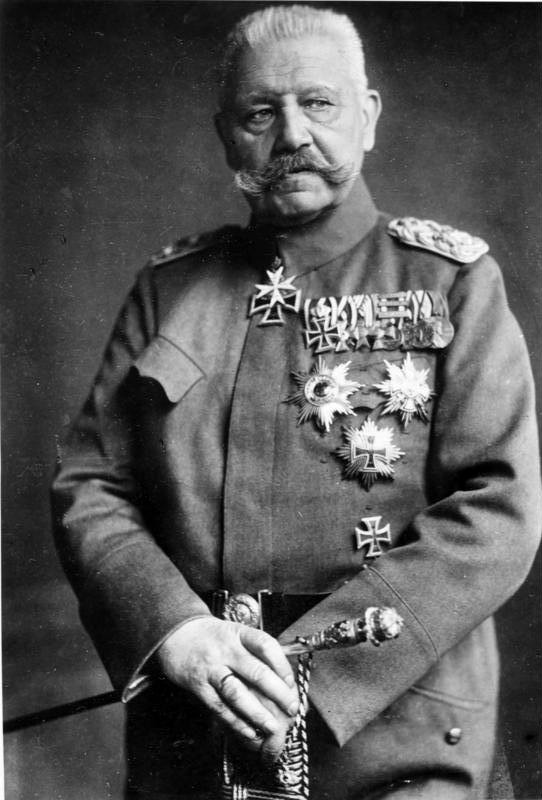
Der Adressat der Eingabe: Reichspräsident Paul von Hindenburg

## Inhalt
Gleich zu Beginn stellt der Text der Eingabe auf die gleiche Gesinnung der Unterzeichner und des Reichspräsidenten ab („Gleich Eurer Exzellenz durchdrungen von heißer Liebe zum deutschen Volk und Vaterland“). Hindenburgs jüngere Politik, unabhängig vom Reichstag mit Notverordnungen zu regieren, wird ebenso begrüßt wie eine als notwendig vorgestellte, „vom parlamentarischen Parteiwesen unabhängigen Regierung“, wie sie im, von Reichskanzler Franz von Papen formulierten, „Gedanken eines Präsidialkabinetts zum Ausdruck“ komme. Dieses Ziel (das später im Text auch als von der DNVP und der NSDAP grundsätzlich geteilt vorgestellt wird) besitze nach der Reichstagswahl vom 6. November 1932, im Gegensatz zum derzeitigen Kabinett, „eine volle Mehrheit im deutschen Volk […], wenn man – wie es geschehen muss – von der staatsverneinenden Kommunistischen Partei“ absehe.
Das Ziel wird als Alternative zum „bisherige[n] parlamentarische[n] Parteiregime“ vorgestellt. Die zeitgenössischen politischen Verhältnisse der Weimarer Republik werden charakterisiert durch „des öfteren wiederholte Reichstagsauflösung mit sich häufenden, den Parteikampf immer mehr zuspitzenden Neuwahlen“, die „nicht nur einer politischen, sondern auch jeder wirtschaftlichen Beruhigung und Festigung entgegenwirken“ müssten. Hier spielte der Text auf die Weltwirtschaftskrise an, die sich in Deutschland besonders gravierend auswirkte. Da aber „jede Verfassungsänderung, die nicht von breitester Volksströmung getragen“ werde, „noch schlimmere wirtschaftliche, politische und seelische Wirkungen auslösen“ würde, wird an Hindenburg die Bitte herangetragen, dass „die Umgestaltung des Reichskabinetts in einer Weise erfolgen möge, die die größtmögliche Volkskraft hinter das Kabinett“ bringe.
Anschließend bekennen sich die Unterzeichner „frei von jeder engen parteipolitischen Einstellung“. Die nationale Bewegung, „die durch unser Volk geht“, wird als „verheißungsvolle[r] Beginn einer Zeit“ vorgestellt, „die durch Überwindung des Klassengegensatzes“ „die unerlässliche Grundlage für einen Wiederaufstieg der deutschen Wirtschaft erst“ schaffe. Zur Erbringung der für diesen Aufstieg notwendigen Opfer solle „die größte Gruppe dieser nationalen Bewegung [gemeint war die NSDAP] führend an der Regierung beteiligt“ werden.
Abschließend sagen die Unterzeichner voraus, dass die „Übertragung der verantwortlichen Leitung eines […] Präsidialkabinetts an den Führer der größten nationalen Gruppe […] die Schwächen und Fehler, die jeder Massenbewegung notgedrungen anhaften, ausmerzen und Millionen Menschen, die heute abseits stehen, zu bejahender Kraft mitreißen“ werde.
Die Eingabe erfolgte handschriftlich in besonders großen Buchstaben, damit Hindenburg sie persönlich lesen konnte.

## Unterzeichner
Die sechzehn Erstunterzeichner waren:
1. Hjalmar Schacht, ehemaliger Reichsbankpräsident, Mitglied im Keppler-Kreis – von ihm stammte der Text.
2. Friedrich Reinhart, Vorstandssprecher der Commerz- und Privat-Bank, Vorstandsmitglied der AEG, Präsident der Berliner Industrie- und Handelskammer, Mitglied im Keppler-Kreis
3. August Rosterg, Generaldirektor der Wintershall AG, Mitglied im Keppler-Kreis
4. Kurt Freiherr von Schröder, Kölner Privatbankier im Bankhaus J. H. Stein, Mitglied im Keppler-Kreis und im Deutschen Herrenklub. In seinem Haus fanden einige Wochen später die entscheidenden Verhandlungen vor Hitlers Ernennung zum Reichskanzler statt.
5. Fritz Beindorff, Eigentümer der Pelikan AG, im Aufsichtsrat der Deutschen Bank
6. Emil Helfferich, Vorstandsmitglied der Deutsch-Amerikanischen Petroleum Gesellschaft, Aufsichtsratsvorsitzender der HAPAG, Mitglied im Keppler-Kreis
7. Franz Heinrich Witthoefft, Aufsichtsratsvorsitzender der Commerz- und Privat-Bank, Präsident der Handelskammer Hamburg, Mitglied im Keppler-Kreis
8. Ewald Hecker Präsident der Industrie- und Handelskammer Hannover, Mitglied im Keppler-Kreis, Vorsitzender des Aufsichtsrates der Ilseder Hütte
9. Kurt Woermann Teilhaber der Woermann-Linie und Mitglied der NSDAP
10. Carl Vincent Krogmann, Mitinhaber der Hamburger Bank, Reederei und Handelshauses Wachsmuth und Krogmann, Vorstandsmitglied des Hamburger Nationalklubs, von 1933 bis 1945 Bürgermeister von Hamburg, Mitglied der Handelskammer Hamburg und Mitglied im Keppler-Kreis
11. Kurt von Eichborn, Teilhaber einer Breslauer Privatbank
12. Eberhard Graf von Kalckreuth, Präsident des Reichslandbundes, Mitglied des Deutschen Herrenklubs
13. Erich Lübbert, Generaldirektor der Dywidag, Vorsitzender der AG für Verkehrswesen, Mitglied im Wirtschaftsrat des Stahlhelm
14. Erwin Merck, Chef von der H. J. Merck & Co., einer Hamburger Handelsbank
15. Joachim von Oppen, Präsident der brandenburgischen Landwirtschaftskammer
16. Rudolf Ventzki, Generaldirektor der Maschinenfabrik Esslingen

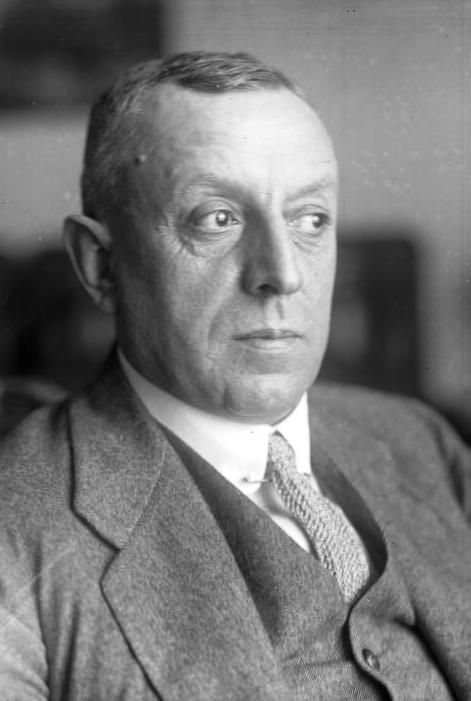
Der einzige Großindustrielle unter den Unterzeichnern: Fritz Thyssen

Die auf dem Exemplar des Briefs, das sich in den Akten des Büros des Reichspräsidenten befindet, fehlenden Unterschriften folgender Persönlichkeiten wurden nachgereicht:
17. Fritz Thyssen, Aufsichtsratsvorsitzender der Vereinigten Stahlwerke, der einzige wirklich bedeutende Industrielle unter den Unterzeichnern

18. Robert Graf von Keyserlingk-Cammerau, Vorstandsmitglied der landwirtschaftlichen Arbeitgeberverbände, Mitglied des Deutschen Herrenklubs
 
19. Kurt Gustav Ernst von Rohr-Manze, Gutsbesitzer.
Ob auch Engelbert Beckmann, der Präsident des Westfälischen Landbundes, die Eingabe unterzeichnete, ist umstritten.

## Historischer Kontext
1931 und 1932 hatte es zahlreiche Versuche gegeben, durch Unterschriftenlisten und Eingaben zur Machtübergabe an die NSDAP beizutragen, etwa eine Eingabe der „Wirtschaftspolitischen Vereinigung Frankfurt“ vom 27. Juli 1931 und eine Erklärung von 51 Professoren vom Juli 1932 im Völkischen Beobachter. Im Herbst 1932 setzten sich auch der Hamburger Nationalklub und der Berliner Nationalklub von 1919 für eine Regierung Hitler ein. Nach Einschätzung des Historikers Gerhard Schulz wurde das Reichspräsidialamt in diesem Monaten von derartigen Eingaben engagierter Nationalsozialisten „geradezu überschwemmt“.
Die Idee zur Industrielleneingabe war Ende Oktober 1932 im Keppler-Kreis entstanden und wurde von Heinrich Himmler unterstützt, der hier als Verbindungsmann zum Braunen Haus fungierte. Die Abfassung lag in den Händen Hjalmar Schachts, der als einziges Mitglied des Keppler-Kreises über nennenswerte politische Erfahrung verfügte.
Die Eingabe bezog sich auf das Ergebnis der Reichstagswahl vom 6. November 1932. Bei dieser Wahl hatte die NSDAP erstmals bei einer Reichstagswahl Verluste erlitten und deutlich weniger Stimmen bekommen als bei der Wahl am 31. Juli 1932; ihr Anteil war von 37 auf 33 Prozent gefallen. Die KPD dagegen hatte deutlich Stimmen hinzugewonnen. Viele rechte Wähler waren von der NSDAP wieder zur DNVP zurückgekehrt. Die Petenten setzten sich also in einer Situation für Hitler ein, als sie die Gefahr sahen, dass die nationalsozialistische Bewegung wieder untergehen könnte.
Für Reichskanzler Franz von Papen bedeutete das Wahlergebnis eine katastrophale Niederlage, da die ihn unterstützenden Parteien – neben der DNVP auch die nach Stresemanns Tod ins Lager der Republikgegner abgedriftete DVP – nur etwas über zehn Prozent der Wählerstimmen auf sich hatten vereinen können. Er reichte deshalb am 17. November 1932 seinen Rücktritt ein. Schon zuvor hatte er im Auftrag Hindenburgs begonnen zu sondieren, wie man die NSDAP in die Regierungsverantwortung einbinden könnte. Er war durch Mitunterzeichner Hecker von der Eingabe vorab informiert worden und stand einem Brief Kepplers an Schröder vom 13. November 1932 zufolge einer Kanzlerschaft Hitlers nicht mehr ablehnend gegenüber. Hindenburg weigerte sich aber beharrlich, Hitler die Vollmachten des Artikels 48 der Weimarer Reichsverfassung zur Verfügung zu stellen. Da Hitler aber keine parlamentarische Mehrheit für seine Regierung suchen wollte, kam das Projekt nicht voran.
Als Hindenburg Hitler am 30. Januar 1933 doch zum Reichskanzler eines Präsidialkabinetts ernannte, soll er nach den Erinnerungen von Emil Helfferich die Industrielleneingabe als wichtiges Dokument für diesen Vorgang verlangt haben. Diese Information fehlt in den Memoiren Otto Meissners und aller anderen näheren Bekannten Hindenburgs, weshalb ihr Wahrheitsgehalt ebenfalls angezweifelt wird.

## Einschätzung
In der neueren Forschung wird die Eingabe seit der Studie von Henry Ashby Turner (1985) als Misserfolg beurteilt. Als Beleg wird u. a. ein Brief Schachts an Hitler angeführt, in dem er dessen Hoffnungen auf starke industrielle Unterstützung für seine Ernennung zum Reichskanzler bereits am 12. November 1932 dämpfte:

„Es scheint, als ob unser Versuch, eine Reihe von Unterschriften aus der Wirtschaft dafür zu bekommen, doch nicht ganz umsonst ist, wenn ich auch glaube, daß die Schwerindustrie kaum mitmachen wird, aber sie trägt ihren Namen 'Schwerindustrie' mit Recht von ihrer Schwerfälligkeit.“

Tatsächlich war erwartet worden, viel mehr Unternehmer zu gewinnen: unter anderem Wilhelm Cuno, Karl Haniel, Robert Bosch und Carl Friedrich von Siemens, die indes sämtlich abgelehnt hatten. Der einflussreiche Braunkohlen-Industrielle und Mitglied der Ruhrlade Paul Silverberg, der trotz seiner jüdischen Herkunft seit Mitte 1932 für eine Kanzlerschaft Hitlers eintrat, war nicht gebeten worden zu unterschreiben, obwohl er dazu bereit war. Die „überwältigende Mehrheit der Industrie“ unterschrieb die Eingabe nicht, da sie, wie der Historiker Reinhard Neebe bereits 1981 feststellte, die Übertragung der Regierungsverantwortung auf die Nationalsozialisten entschieden ablehnte. Die meisten Großindustriellen wünschten im Herbst 1932 eben nicht Hitler, sondern Papen und seine antiparlamentarisch-konservative Konzeption an die Macht.
Darauf deutet auch ein Vergleich mit dem Aufruf eines DNVP-nahen „Deutschen Ausschusses“ vom 6. November 1932, der sich unter der Überschrift „Mit Hindenburg für Volk und Reich!“ für die Regierung Papen, für die DNVP und gegen die NSDAP aussprach. Diesen Aufruf hatten insgesamt 339 Persönlichkeiten unterschrieben, darunter mehrere Dutzend Großindustrielle, also deutlich mehr als im Fall der Industrielleneingabe. Hier las man so prominente Namen wie Ernst von Borsig (Vorsitzender des Bergbauvereins Ernst Brandi), Erich von Gilsa (ein enger Mitarbeiter Reuschs), Fritz Springorum und Albert Vögler.  Die Unterschriften der beiden letztgenannten lassen es als unwahrscheinlich erscheinen, dass sie, wie Friedrich Reinhart (1931–1934 fungierte er als Vorstandssprecher der Commerz- und Privatbank) in einem Brief an Hindenburgs Staatssekretär Otto Meissner vom 21. November 1932 behauptete, tatsächlich mit der Industrielleneingabe und ihrer diametral anderen Stoßrichtung solidarisch waren; die genannten Schwerindustriellen trugen ihre Unterschrift nicht nach.
Ein Misserfolg war auch die Terminierung der Eingabe: Hitler machte sich wegen Papens Rücktritt am 17. November Hoffnungen auf sein Gespräch mit dem Reichspräsidenten am 19. November. Zu seinem Ärger gelang es aber nicht, die Eingabe rechtzeitig vor diesem Termin einzureichen, denn Staatssekretär Meissner legte Hindenburg die Eingabe erst am 22. November vor. Sie hatte keinen Erfolg. Hindenburg lehnte Hitler als Reichskanzler weiterhin ab und ernannte stattdessen Kurt von Schleicher.
Der Historiker Karsten Heinz Schönbach konstatiert hingegen einen Sinneswandel bei Hindenburg. Während Hindenburg noch am 19. November alle Ansprüche Hitlers abgelehnt habe, habe er am 21. November Hitler angeboten, „eine arbeitsfähige Mehrheit“ im Reichstag zusammenzubekommen. Dieses Angebot sei aber nicht an Hindenburg, sondern an Hitler gescheitert.
Die in der marxistischen Literatur vertretene These, die Machtübergabe an die NSDAP sei auf die Einflussnahme durch die Großindustrie hin erfolgt, wird in der heutigen Fachliteratur nicht geteilt.
Der Historiker Hans-Ulrich Wehler (1931–2014) urteilte, dass man die Eingabe nicht als „Ultimatum ‚des Großkapitals‘“ ansehen dürfe, „symptomatisch für die verbreitete Sympathie für Hitler war sie aber schon“.